# Mechtilde Lichnowsky

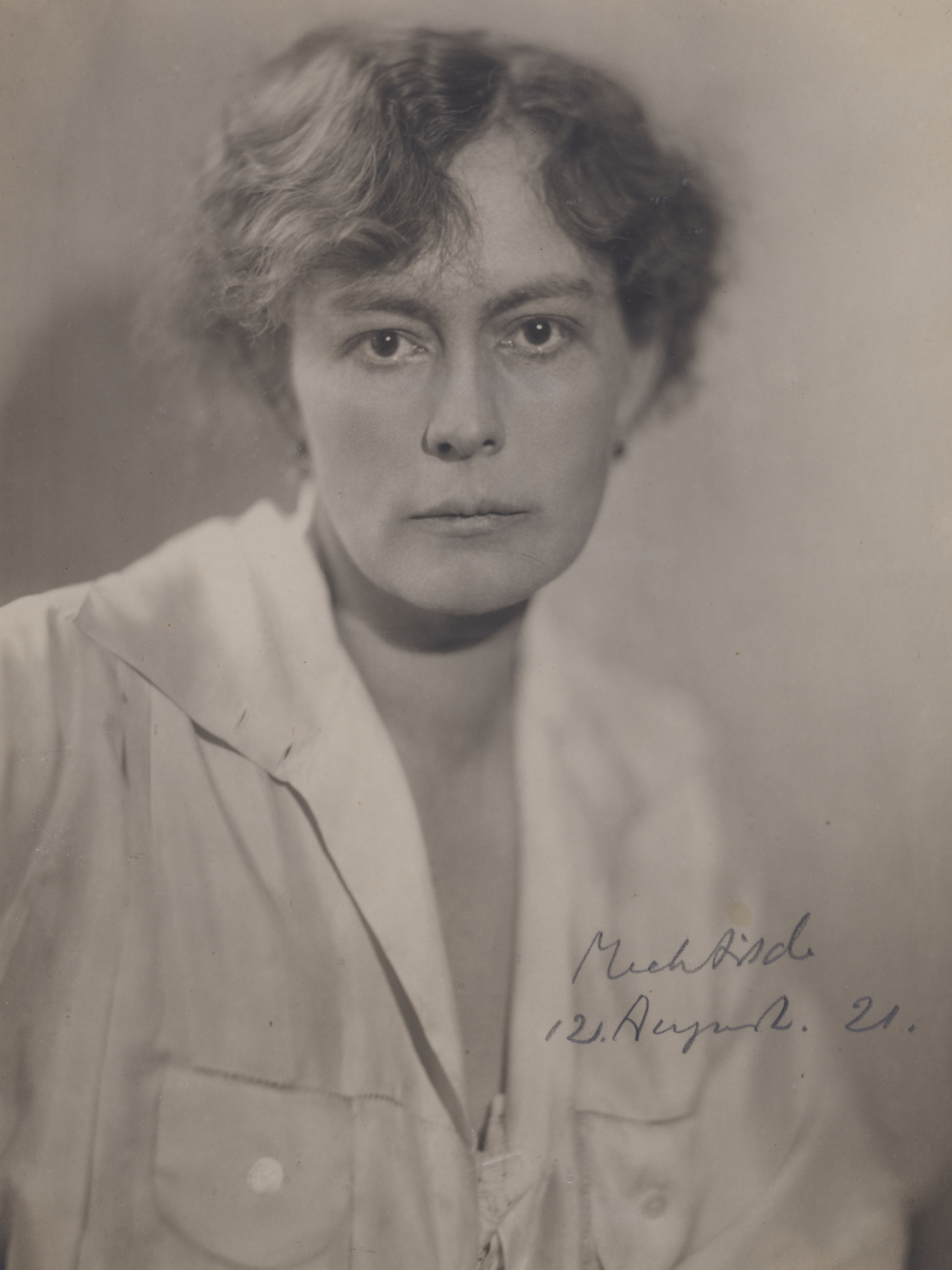
Fürstin Lichnowsky (1921)

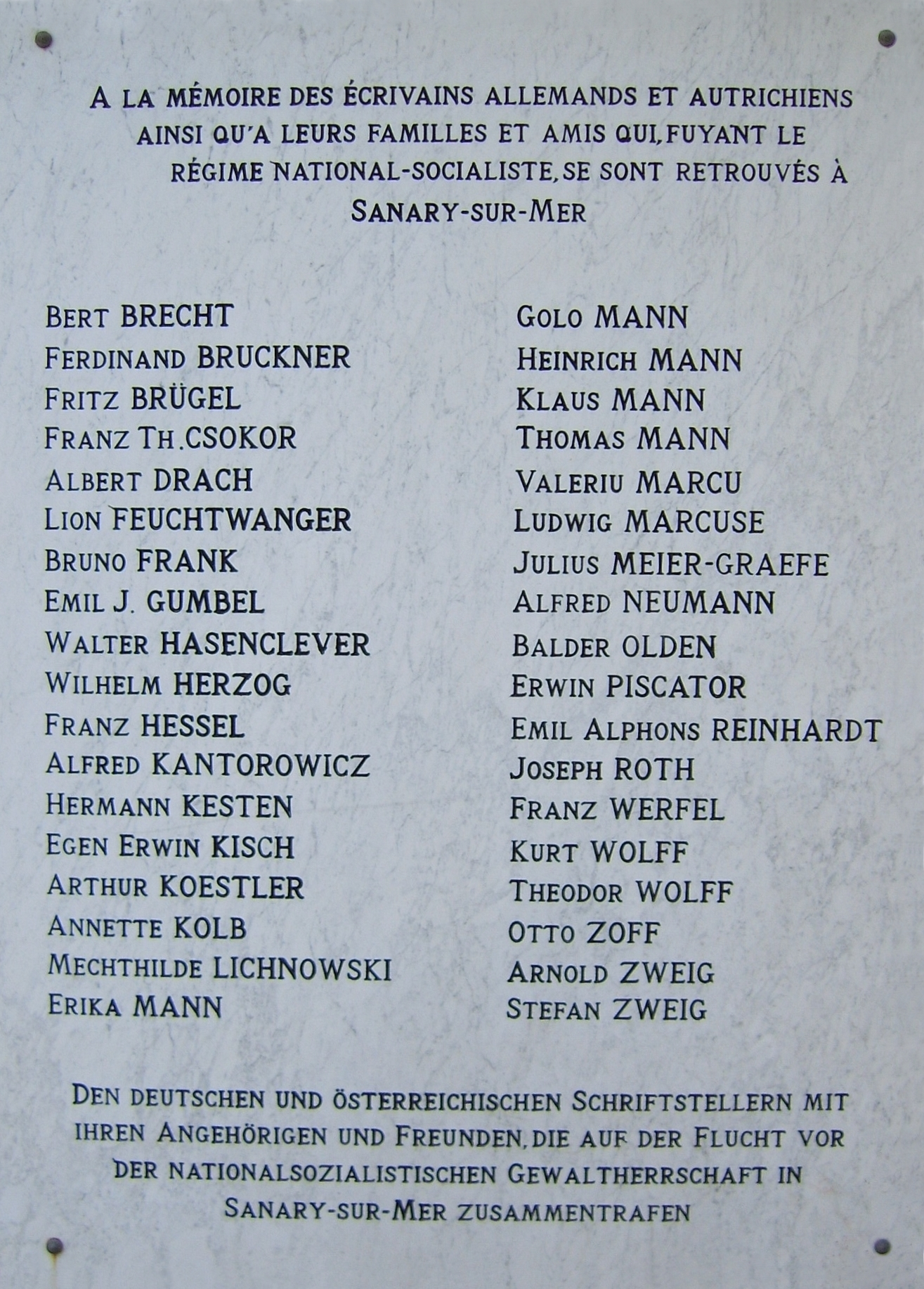
Gedenktafel für die deutschen und österreichischen Flüchtlinge in Sanary-sur-Mer, unter ihnen Mechthilde Lichnowski [sic!]

Mechtilde Lichnowsky, geboren als Gräfin Mechtilde Christiane Marie von und zu Arco-Zinneberg, (* 8. März 1879 in Schönburg; † 4. Juni 1958 in London; in zweiter Ehe Mechtilde Peto) war eine deutsche Schriftstellerin.

## Leben und Werk
Mechtilde stammte aus der gräflichen Familie von Arco-Zinneberg. Sie war eine Ur-Ur-Urenkelin von Maria Theresia und eine Tochter von Graf Maximilian von und zu Arco-Zinneberg und Freifrau Olga von Werther. Ihr Großvater Maximilian von Arco-Zinneberg, aufgrund seiner Jagdleidenschaft auch Adlermax genannt, war der Sohn der letzten bayrischen Kurfürstin Maria Leopoldine.
Im Jahr 1904 heiratete Arco-Zinneberg den Fürsten, Gutsbesitzer und Diplomaten Karl Max von Lichnowsky. Das Paar lebte mit den drei Kindern, darunter eine Tochter, auf den Schlössern Grätz und Kuchelna. 1911 verreisten sie nach Ägypten. Zwischen 1912 und 1914 wurde ihr Ehemann als deutscher Botschafter nach London berufen, wo er vergeblich versuchte, einen Ausgleich mit Großbritannien zu erreichen. Dort lernte sie George Bernard Shaw und Rudyard Kipling kennen. Nach dem Ersten Weltkrieg hatte die Familie wechselnde Aufenthalte in Berlin, München und der damaligen Tschechoslowakei. 1928 starb Karl Max Fürst von Lichnowsky, sie zog nach Cap-d’Ail in Südfrankreich.
Bereits in München unterhielt Lichnowsky enge Kontakte mit Schriftstellern wie Carl Sternheim und Frank Wedekind. Eine besondere Freundschaft verband sie mit dem Wiener Schriftsteller und Herausgeber der Literaturzeitschrift Die Fackel, Karl Kraus, mit dem sie seit 1915 bekannt war, eine langjährige Korrespondenz pflegte und für dessen Nestroy-Vorlesungen sie die Musik komponierte. Auch der Theaterregisseur Max Reinhardt und der Verleger Kurt Wolff gehörten zu ihrem Freundeskreis. In Wolffs Verlag erschienen ihre ersten, deutlich vom Expressionismus beeinflussten Werke, später veröffentlichte sie unter anderem auch im S. Fischer Verlag, welcher in der Zeit des Nationalsozialismus bei den Machthabern unbeliebt war.
Während der NS-Zeit weigerte sich Lichnowsky, der Reichsschrifttumskammer beizutreten, ihre Werke wurden daraufhin verboten. Auch wegen der Enteignung ihres letzten Verlegers vor dem Krieg, der Familie Fischer 1936, verzichtete sie vorerst auf neue Publikationen. 1937 heiratete Lichnowsky ihren Jugendfreund, den britischen Major Harding Peto. Als sie 1939 einen Besuch in Deutschland machte, wurde die englische Staatsbürgerin interniert und unter Polizeiaufsicht gestellt, getrennt von ihrem zweiten Ehemann, den sie nicht mehr sehen sollte, da er am 3. September 1945 verstarb.
Die Zeit des Hausarrests nutzte sie, um das sprach- und stilkritische Buch Worte über Wörter zu verfassen, in dem sie unter anderem Äußerungen Adolf Hitlers der Lächerlichkeit preisgab. Für Lichnowsky zeigte sich bereits in der Sprache die Barbarei der Nationalsozialisten. Verleger Peter Suhrkamp war 1939 jedoch außerstande, ihr Buch zu veröffentlichen. Dies erfolgte erst 1949 im Wiener Bergland Verlag. Auch Gespräche in Sybaris, erschienen 1946, rechnet mit dem NS-Staat ab.
Von ihren Besitzungen in Schlesien vertrieben, ließ sich Lichnowsky im Sommer 1946 in London nieder. 1953 verlieh ihr die „Gesellschaft zur Förderung des deutschen Schrifttums“ den Preis für Dichtung. Im Jahr 1954 erhielt sie den Literaturpreis der Stadt München, außerdem gehörte sie der Bayerischen Akademie der Schönen Künste und der Deutschen Akademie für Sprache und Dichtung als Mitglied an.
Anfang der 1950er Jahre versuchte Hanns Arens im Bechtle Verlag ihre in den 1920er und 1930er Jahren erschienenen Bücher zu veröffentlichen. Später war es Friedhelm Kemp, der ihre Bücher im Kösel-Verlag herausgab. 2022 erschien im Zsolnay Verlag eine vierbändige Werkausgabe, die chronologisch geordnet die Hälfte dessen bietet, was sie zu Lebzeiten publizierte.
Lichnowsky starb am 4. Juni 1958 in London und wurde auf dem Friedhof Brookwood, Grafschaft Surrey, beigesetzt.

## Verwandtschaft
Mechtilde Lichnowsky hatte drei Brüder (einer als Baby gestorben) und sechs Schwestern. Von diesen heiratete Helene (1877–1961) 1899 den Bildhauer Hans Albrecht von Harrach und Anna (1890–1953) heiratete den Obersten und Widerstandskämpfer Rudolf von Marogna-Redwitz, der vom Volksgerichtshof am 12. Oktober 1944 zum Tode verurteilt und in Plötzensee hingerichtet wurde.

## Name in verschiedenen Lebensphasen
- 1879–1904 Gräfin Mechtilde Christiane Marie von und zu Arco-Zinneberg
- 1904–1918 Fürstin Mechtilde Christiane Marie von Lichnowsky
- 1919–1937 Mechtilde Christiane Marie Fürstin von Lichnowsky
- 1937–1958 Mechtilde Christiane Marie Peto

## Werke
- Götter, Könige und Tiere in Ägypten, Leipzig: Rowohlt 1913, 255 S.
- Ein Spiel vom Tod, Leipzig 1915.
- Gott betet, Leipzig 1918.
- Der Kinderfreund, Berlin 1919.
- Geburt. Liebe, Wahnsinn, Einzelhaft, Berlin: Riess 1921, 533 S.
- Der Kampf mit dem Fachmann, Wien/Leipzig: Jahoda & Siegel 1924, 308 S.
- Halb & Halb, Wien 1927.
- Das Rendezvous im Zoo (Querelles d'amoureux), Wien/Leipzig: Jahoda & Siegel 1928, 71 S.
- An der Leine. Roman, Berlin: S. Fischer Verlag 1930, 320 S.
- Kindheit, Berlin 1934.
- Deläide, Berlin 1935.
- Das rosa Haus, Hamburg 1936.
- Der Lauf der Asdur, Wien 1936.
- Gespräche in Sybaris. Tragödie einer Stadt in 21 Dialogen, Wien 1946.
- Worte über Wörter, Wien: Bergland 1949, 320 S.
- Zum Schauen bestellt, Esslingen 1953.
- Heute und Vorgestern, Wien 1958.

 Werkausgabe 
- Werke, 4 Bände, zus. 1872 S., Paul Zsolnay Verlag, Wien 2022, im Auftrag der Deutschen Akademie für Sprache und Dichtung und der Wüstenrot Stiftung ausgewählt und herausgegeben von Hiltrud und Günter Häntzschel; ISBN 978-3-552-07280-0[5]

 Briefe 
- Mechtilde Lichnowsky und Karl Kraus: Verehrte Fürstin! Briefe und Dokumente. 1916–1958, hrsg. von F. Pfäfflin, E. Dambacher u. a., Göttingen 2005